# Neuvy-le-Roi
Neuvy-le-Roi è un comune francese di 1 244 abitanti situato nel dipartimento dell'Indre e Loira nella regione del Centro-Valle della Loira.

## Società

### Evoluzione demografica
Abitanti censiti